# Genyorchis
Genyorchis – rodzaj roślin z rodziny storczykowatych (Orchidaceae). Rośliny z tego rodzaju występują w Afryce: w Ugandzie, Ghanie, Gwinei, na Wybrzeżu Kości Słoniowej, w Nigerii, Sierra Leone, Togo, Kamerunie, Kongo, Gwinei Równikowej, Gabonie, Demokratycznej Republice Konga oraz na wyspach Zatoki Gwinejskiej.
Obrót roślinami tego rodzaju jest ograniczony, aby uniknąć wykorzystywania, które mogłoby doprowadzić do jego zagrożenia bądź wyginięcia.

## Morfologia
Niewielkie epifityczne rośliny z długą łodygą z regularnie rozmieszczonych pseudobulw. Na każdej pseudobulwie rozwija się jeden lub dwa liście. Kwiatostan smukły i wyrastający z podstawy dorosłej pseudobulwy. Kilka kwiatów, białe, fiołkoworóżowe lub blado zielone. Prętosłup krótki i wygięty. Zalążnia prosta i dość krótka. 

## Systematyka
Rodzaj sklasyfikowany do podplemienia Dendrobiinae w plemieniu Dendrobieae, podrodzina epidendronowe (Epidendroideae), rodzina storczykowate (Orchidaceae), rząd szparagowce (Asparagales) w obrębie roślin jednoliściennych.
Rośliny te włączane są także do rodzaju bulbofylum Bulbophyllum.
Wykaz gatunków
- Genyorchis apertiflora Summerh.
- Genyorchis apetala (Lindl.) J.J.Verm.
- Genyorchis elongata Robyns & Tournay
- Genyorchis macrantha Summerh.
- Genyorchis micropetala (Lindl.) Schltr.
- Genyorchis platybulbon Schltr.
- Genyorchis pumila (Sw.) Schltr.
- Genyorchis saccata Szlach. & Olszewski
- Genyorchis sanfordii Szlach. & Olszewski
- Genyorchis summerhayesiana Szlach. & Olszewski